# وزارة الثقافة والرياضة (اليونان)
وزارة الثقافة والرياضة ((باليونانية: Υπουργείο Πολιτισμού και Αθλητισμού) هي الإدارة الحكومية في اليونان التي يُعهد إليها الحفاظ على التراث الثقافي والفني للبلاد، فضلا عن الرياضة، من خلال إخضاع السكرترير العام للرياضة. الوزيرة الحالية هي ليديا كونيوردو. نائب وزير الرياضة هو جورج فاسيلياديس.

## التاريخ
أنشئت الوزارة في 1971 كـ وزارة الثقافة والعلوم (Ὑπουργεῖον Πολιτισμοῦ καὶ Ἐπιστημῶν) وتم إعادة تسميتها بـ وزارة الثقافة (Υπουργείο Πολιτισμού) في 26 يوليو 1985. في 7 أكتوبر 2009، تم دمجها مع وزارة التنمية السياحية لتكون وزارة الثقافة والسياحة (Υπουργείο Πολιτισμού και Τουρισμού). لكنها لم تعد موجودة في 21 يونيو 2012، حينما تم إعادة إنشاء وزارة اليونان للسياحة كوزارة مستقلة وتم إستيعاب الحقيبة الوزارية بواسطة وزارة التربية والتعليم والبحوث والشؤون الدينية لكي تكون وزارة التربية والشؤون الدينية والثقافة والرياضة. أُعيد إنشاء وزارة الثقافة والرياضة في 25 يونيو 2013.  في 27 يناير 2015 تم نقل مجال مسؤوليتها لوزارة التربية والتعليم والبحوث والشؤون الدينية. في 23 سبتمبر 2015 تم إعادة تقديم الوزارة.

## قائمة وزراء الثقافة والعلوم (1971-1985)
| #  | الأسم                           | تولي المنصب    | ترك المنصب     | الحزب                         |
| -- | ------------------------------- | -------------- | -------------- | ----------------------------- |
| 1. | Konstantinos Panagiotakis       | 26 أغسطس 1971  | 25 نوفمبر 1973 |                               |
| 2. | Dimitrios Tsakonas              | 25 نوفمبر 1973 | 24 يوليو 1974  |                               |
| 3. | Konstantinos Tsatsos            | 24 يوليو 1974  | 9 أكتوبر 1974  | National Radical Union        |
| 4. | Ioannis Michail Panagiotopoulos | 9 أكتوبر 1974  | 21 نوفمبر 1974 |                               |
| 5. | Konstantinos Trypanis           | 21 نوفمبر 1974 | 28 نوفمبر 1977 | الديمقراطية الجديدة (اليونان) |
| 6. | Georgios Plytas                 | 28 نوفمبر 1977 | 25 سبتمبر 1978 | الديمقراطية الجديدة (اليونان) |
| 7. | Demetrios Nianias               | 25 سبتمبر 1978 | 10 مايو 1980   | الديمقراطية الجديدة (اليونان) |
| 8. | Andreas Andrianopoulos          | 10 مايو 1980   | 21 أكتوبر 1981 | الديمقراطية الجديدة (اليونان) |
| 9. | ميلينا ميركوري                  | 21 أكتوبر 1981 | 26 يوليو 1985  | الحركة الاشتراكية اليونانية   |

## قائمة وزراء الثقافة (1985-2009)
| #                                  | الأسم                             | تولي المنصب                                 | ترك المنصب                    | الحزب                         |
| ---------------------------------- | --------------------------------- | ------------------------------------------- | ----------------------------- | ----------------------------- |
| ميلينا ميركوري                     | 26 يوليو 1985                     | 2 يوليو 1989                                | الحركة الاشتراكية اليونانية   |                               |
| 10.                                | Anna Psarouda-Benaki (ولاية أولي) | 2 يوليو 1989                                | 7 يوليو 1989                  | الديمقراطية الجديدة (اليونان) |
| 11.                                | Georgios Mylonas (ولاية أولي)     | 7 يوليو 1989                                | 23 نوفمبر 1989                | الديمقراطية الجديدة (اليونان) |
| 12.                                | Sotiris Kouvelas                  | 23 نوفمبر 1989                              | 13 فبراير 1990                | الديمقراطية الجديدة (اليونان) |
| Georgios Mylonas (ولاية ثانية)     | 13 فبراير 1990                    | 11 إبريل 1990                               | الديمقراطية الجديدة (اليونان) |                               |
| 13.                                | Tzannis Tzannetakis               | 11 إبريل 1990                               | 8 أغسطس 1991                  | الديمقراطية الجديدة (اليونان) |
| Anna Psarouda-Benaki (ولاية ثانية) | 8 أغسطس 1991                      | 3 ديسمبر 1992                               | الديمقراطية الجديدة (اليونان) |                               |
| 14.                                | درة باكويانيس                     | 7 ديسمبر 1992                               | 13 أكتوبر 1993                | الديمقراطية الجديدة (اليونان) |
| ميلينا ميركوري (ولاية ثانية)       | 13 أكتوبر 1993                    | 6 مارس 1994 (توفي في المنصب)                | الحركة الاشتراكية اليونانية   |                               |
| 15.                                | ثانوس ميكروتسيكوس                 | 16 مارس 1994 (acting minister from 6 March) | 22 يناير 1996                 | الحركة الاشتراكية اليونانية   |
| 16.                                | Stavros Benos                     | 22 يناير 1996                               | 25 سبتمبر 1996                | الحركة الاشتراكية اليونانية   |
| 17.                                | إيفانغيلوس فينيزيلوس (ولاية أولي) | 25 سبتمبر 1996                              | 19 فبراير 1999                | الحركة الاشتراكية اليونانية   |
| 18.                                | Elisavet Papazoi                  | 19 فبراير 1999                              | 13 إبريل 2000                 | الحركة الاشتراكية اليونانية   |
| 19.                                | Theodoros Pangalos                | 13 إبريل 2000                               | 20 نوفمبر 2000                | الحركة الاشتراكية اليونانية   |
| إيفانغيلوس فينيزيلوس (ولاية ثانية) | 20 نوفمبر 2000                    | 10 مارس 2004                                | الحركة الاشتراكية اليونانية   |                               |
| 20.                                | كوستاس كرامنليس                   | 10 مارس 2004                                | 15 فبراير 2006                | الديمقراطية الجديدة (اليونان) |
| 21.                                | Georgios Voulgarakis              | 15 فبراير 2006                              | 19 سبتمبر 2007                | الديمقراطية الجديدة (اليونان) |
| 22.                                | Michalis Liapis                   | 19 سبتمبر 2007                              | 7 يناير 2009                  | الديمقراطية الجديدة (اليونان) |
| 23.                                | أنتونيس ساماراس                   | 8 يناير 2009                                | 7 أكتوبر 2009                 | الديمقراطية الجديدة (اليونان) |

## قائمة وزراء الثقافة والسياحة (2009-2012)
| #   | الأسم                 | تولي المنصب   | ترك المنصب    | الحزب                       |
| --- | --------------------- | ------------- | ------------- | --------------------------- |
| 24. | Pavlos Geroulanos     | 7 أكتوبر 2009 | 17 مايو 2012  | الحركة الاشتراكية اليونانية |
| 25. | Tatiana Karapanagioti | 17 مايو 2012  | 21 يونيو 2012 | حكومة تصريف الأعمال         |

## قائمة وزراء التعليم والشؤون الدينية والثقافة والرياضة (2012-2013)
| #   | الأسم                       | تولي المنصب   | ترك المنصب    | الحزب                         |
| --- | --------------------------- | ------------- | ------------- | ----------------------------- |
| 26. | Konstantinos Arvanitopoulos | 21 يونيو 2012 | 25 يونيو 2013 | الديمقراطية الجديدة (اليونان) |

## قائمة وزراء الثقافة والرياضة (2013-2015)
| #   | الأسم                             | تولي المنصب   | ترك المنصب    | الحزب                         |
| --- | --------------------------------- | ------------- | ------------- | ----------------------------- |
| 27. | Panos Panagiotopoulos             | 25 يونيو 2013 | 10 يونيو 2014 | الديمقراطية الجديدة (اليونان) |
| 28. | Konstantinos Tasoulas [اليونانية] | 10 يونيو 2014 | 27 يناير 2015 | الديمقراطية الجديدة (اليونان) |

## قائمة وزراء الثقافة والرياضة (سبتمبر 2015-)
| #   | الأسم                       | تولي المنصب    | ترك المنصب                        | الحزب                             |
| --- | --------------------------- | -------------- | --------------------------------- | --------------------------------- |
| 29. | Aristides Baltas            | 23 سبتمبر 2015 | 5 نوفمبر 2016                     | ائتلاف اليسار الراديكالي (سيريزا) |
| 30. | Lydia Koniordou [اليونانية] | 5 نوفمبر 2016  | ائتلاف اليسار الراديكالي (سيريزا) |                                   |

## روابط خارجية
- وزارة الثقافة والرياضة
  - نسخة الموقع الأنجليزية